# Ван дер Плас, Кэролайн
Кэролайн Анн Мария ван дер Плас (нидерл. Caroline Ann Maria van der Plas; род. 6 июня 1967, Кёйк, Северный Брабант) — нидерландский журналист и политический деятель. Сооснователь и политический лидер партии «Фермерско-гражданское движение» (ВВВ). Член Палаты представителей Нидерландов с 2021 года.

## Биография
Родилась 6 июня 1967 года в Кёйке в общине Кёйк-эн-Синт-Агата в провинции Северный Брабант в католической семье. Её отец Виль ван дер Плас (Wil van der Plas; 1937—2014) был спортивным журналистом в газете Deventer Dagblad. Её мать-ирландка Нуала Фицпатрик (Nuala Fitzpatrick) была в 1986—1994 годах муниципальным советником в Девентере в провинции Оверэйссел от партии «Христианско-демократический призыв» (CDA).
После окончания школы в 1986 году начала работать редактором в газете Deventer Dagblad.
С 2004 года работала журналистом отраслевого журнала Meat & Meal издательства Alea Publishers. Затем работала в журнале Vleesmagazine издательства Alea Publishers, в отраслевом журнале Food Magazine издательства Vakmedianet, в отраслевом издании Nieuwe Oogst издательства AgriPers, в отраслевом издании Pig Business издательства Agrio Uitgeverij.
Работала специалистом по связям с общественностью в отраслевой организации LTO Noord и Нидерландском союзе свиноводов (NVV). Обе организации входят в Нидерландскую организацию сельского хозяйства и садоводства (LTO Nederland).
В 2023 году опубликовала в издательстве Prometheus книгу Gewoon gezond verstand.
4 сентября 2023 года прочитала лекцию HJ Schoo-lezing под названием Kop d’r veur! Nederland als Volkshuis, изданную Elsevier.

## Политическая карьера
Баллотировалась от партии «Христианско-демократический призыв» на муниципальных выборах 2018 года в Девентере.
Покинула партию CDA после провинциальных выборов 2019 года.
После массовых акций протеста фермеров в 2019 году Кэролайн ван дер Плас выступила сооснователем партии «Фермерско-гражданское движение».
На парламентских выборах 2021 года возглавила партийный список. Партия получила один мандат в Палате представителей.
1 июня 2021 года председателем партии избран Эрик Стегинк.
«Фермерско-гражданское движение» выиграло провинциальные выборы 15 марта 2023 года, одержав победу во всех 12 провинциях. На выборах 30 мая набранные голоса трансформировались в 16 из 75 мест в Сенате.
На парламентских выборах 2023 года возглавила партийный список.

## Личная жизнь
Живёт в Девентере.
Вдова. Её муж Ян умер в 2019 году. Имеет двоих сыновей.